# Gaudryina
Gaudryina, en ocasiones erróneamente denominado Gaudryna, es un género de foraminífero bentónico de la subfamilia Verneuilininae, de la familia Verneuilinidae, de la superfamilia Verneuilinoidea, del suborden Verneuilinina y del orden Lituolida. Su especie tipo es Gaudryina rugosa. Su rango cronoestratigráfico abarca desde el Triásico superior hasta la Actualidad.

## Discusión
Clasificaciones previas incluían Gaudryina en el suborden Textulariina del orden Textulariida, o en el orden Lituolida sin diferenciar el suborden Verneuilinina.

## Clasificación
Se han descrito numerosas especies de Gaudryina. Entre las especies más interesantes o más conocidas destacan:
- Gaudryina convexa
- Gaudryina fenestrata
- Gaudryina healyi
- Gaudryina kingi
- Gaudryina quadrazea
- Gaudryina reliqua
- Gaudryina reussi
- Gaudryina rugosa
- Gaudryina whangaia

Un listado completo de las especies descritas en el género Gaudryina puede verse en el siguiente anexo.
En Gaudryina se han considerado los siguientes subgéneros:
- Gaudryina (Pseudogaudryina), aceptado como género Pseudogaudryina
- Gaudryina (Siphogaudryina), aceptado como género Siphogaudryina
- Gaudryina (Trochogaudryina), también considerado como género Trochogaudryina, pero tiene un estatus incierto.